# سراگاه

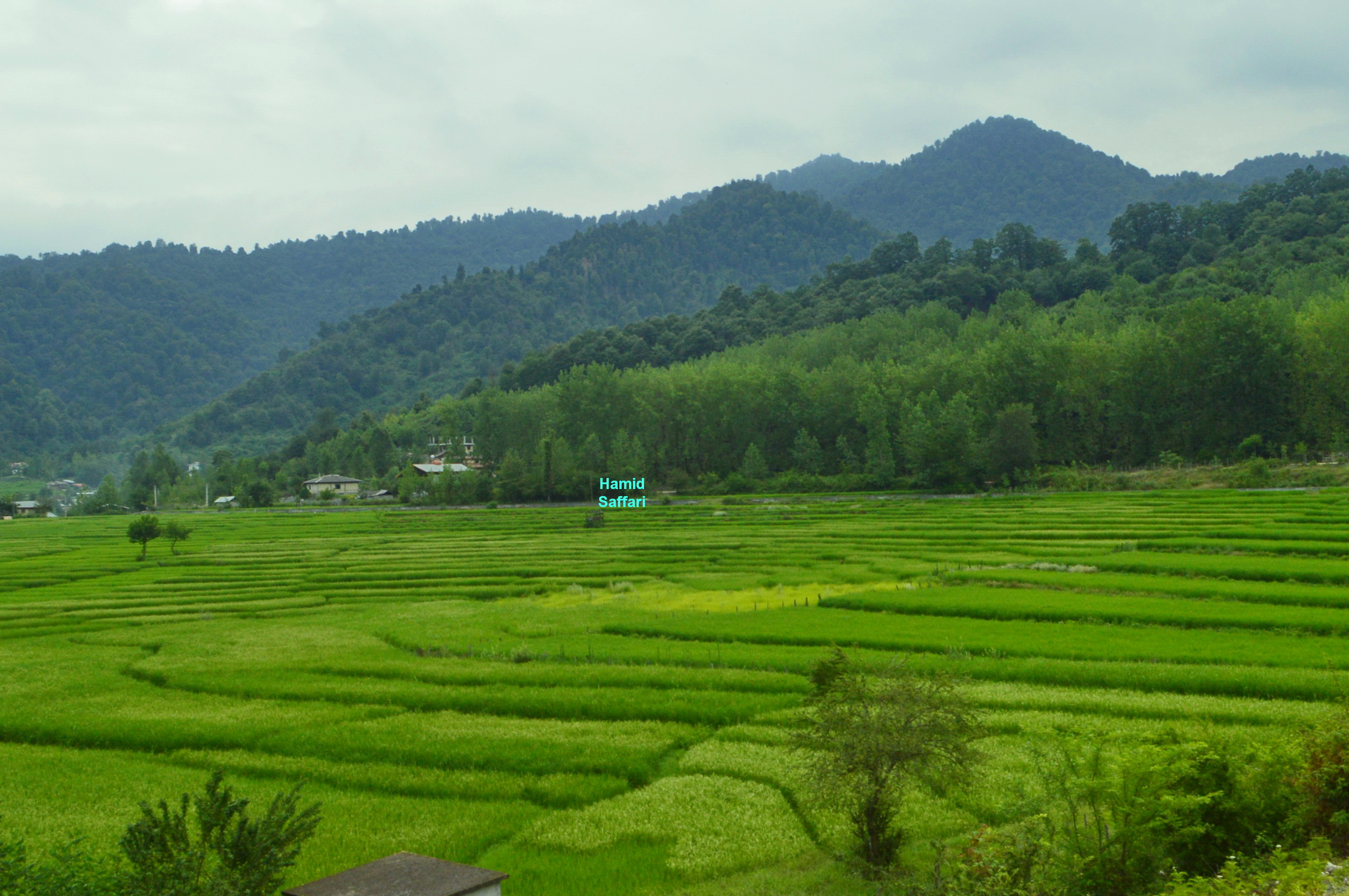
سرآکاه، استان گیلان، ایران

سراگاه، روستایی از توابع بخش مرکزی شهرستان طوالش در استان گیلان ایران است که در ده کیلومتری شهر تالش(هشتپر) قرار دارد.

## جمعیت
این روستا در دهستان ساحلی جوکندان قرار دارد و براساس سرشماری مرکز آمار ایران در سال ۱۳۸۵، جمعیت آن ۸۴۷ نفر (۱۹۳خانوار) بوده‌است.
اهالی این روستا بیشتر به کشاورزی (غالبا کاشت برنج) و دامپروری مشغول‌اند. برنج کشت شده در این روستا از مرغوب‌ترین برنج‌ها در تالش بزرگ است و از میوه‌هایی که در فصول مختلف سال در این روستا به وفور وجود دارند می‌توان به آلو قرمز، آلوچه، زرد آلو، ازگیل وحشی، تمشک، به و غیره اشاره نمود.
دریاچه سراگاه نیز در این روستا واقع شده است که اکنون به عنوان استخر پرورش ماهی مورد استفاده قرار میگیرد